# Lu Xiujing
Cette page contient des caractères spéciaux ou non latins. S’ils s’affichent mal (▯, ?, etc.), consultez la page d’aide Unicode.
Lu Xiujing  陸修靜 (406-477) était un taoïste de la dynastie Liu-Song. Il structura le mouvement des Maîtres célestes du Sud, précisa les détails des rituels et renforça la hiérarchie du clergé. Éditeur du Canon du courant Lingbao et compilateur du premier canon taoïste, dont la structure sera reprise systématiquement à partir des Tang, il joua un rôle important dans la diffusion des idées des différents courants. 
Par l’intermédiaire de ses disciples, il est considéré comme patriarche par plusieurs écoles.

## Biographie
Originaire de Wuxing, comté de Dongqian dans le Zhejiang, il avait pour nom social Yuande et pour nom posthume Jianji. Descendant de Lu Kai, ministre du Wu à l'époque des Trois royaumes, il était issu d'une famille de lettrés et reçut une bonne éducation comprenant, comme il se devait, les classiques confucéens. Néanmoins, il manifestait une nette préférence pour le taoïsme et la vie errante, pour laquelle il abandonna sa famille. 
Il fut tout d'abord ermite sur le mont Yunmeng au Henan. De montagne en montagne, sa renommée grandit. Vers la fin de l'ère Yuanjia (424-453) des Liu-Song, il s'installa à la capitale (Jiankang près de l'actuelle Nankin) pour y ouvrir un commerce de plantes médicinales. L'empereur Wendi (r. 424-453) le fit appeler au palais, où il fut particulièrement apprécié de l'impératrice douairière Wang, adepte du huanglao. Après la mort de Wendi, la révolte de l'ère Taichu (453-454) l’obligea à fuir vers le Sud. C'est ainsi qu'il arriva en l’an 5 de l’ère Daming (461) au mont Lu où la tradition lui fait rencontrer Huiyuan et Tao Hongjing, bien que leurs dates de naissance réfutent la possibilité d’une telle réunion. En l'an 3 de l'ère Taishi (467), il revint à la capitale. L'empereur Mingdi lui fit construire sur le mont Tianyin au nord de la ville, le monastère Chongxuguan où il compila le premier canon taoïste. Il fut enterré au mont Lu.
Parmi ses disciples, Sun Youyue, qui deviendra le huitième patriarche Shanqing-Maoshan et Li Guozhi. A l’ère Xuanhe (1119-1125), l’empereur Huizong des Song lui accorda le titre d’Être véritable réservé aux taoïstes divinisés.

## Contribution au taoïsme

### Réforme des Maîtres célestes du Sud
Lu Xiujing chercha à faire retrouver au mouvement la structure qu’il avait du temps des Cinq boisseaux, où la secte constituait dans l’actuel Sichuan une véritable entité autonome dont l'organisation religieuse se confondait avec l’administration. À cette fin, il remit en vigueur les trois jours de réunion durant lesquels les adeptes devaient se rendre chez leurs maîtres des libations, cadres du mouvement, pour présenter à l’inspection une sorte de livret d’état civil, le zhailu mingji, se faire rappeler les règles et faire le bilan de leurs actes passés. Ils pouvaient alors bénéficier d’une protection divine contre les maladies et les calamités. 
Il tenta également d’instaurer une hiérarchie du clergé dans laquelle la promotion dépendait des mérites, à la place de l’autonomie de fait dont jouissaient les maîtres depuis que Cao Cao avait démantelé la structure administrative de la secte, tout en favorisant la propagation de ses croyances. Il prévoyait à la base plusieurs niveaux de fonctionnaires des talismans, précédés par les daoshis, précédés eux-mêmes par six niveaux de daoguans. On lui attribue le premier costume clérical taoïste.

### Rituels
Considérant l’être humain comme fondamentalement pécheur, Lu Xiujing accordait une importance capitale aux rituels de purification zhai dont il précisa les détails dans de nombreux ouvrages décrivant les « douze règles des neuf cérémonies" ». Il s’inspira aussi des rites confucéens, et adopta l’exigence des trois puretés de pensée, de parole et de conduite du bouddhisme.

### Canon et textes taoïstes
Lu Xiujing s’était efforcé, durant ses pèlerinages aux différentes montagnes où avaient vécu des taoïstes éminents, de rassembler les textes des divers courants. En l'an 14 de l’ère Yuanjia（437), il annota et structura l’ensemble assez lâche du Livre de Lingbao pour produire le Linbaojingmu. En 467, installé au monastère Chongxuguan sous le patronage de l’empereur, il se fit confier les textes de Shangqing produits par le medium Yang Xi, conservés dans la bibliothèque impériale, ainsi que le Dayousanxing jing de Bao Jing, beau-père de Ge Hong. Il compila un catalogue structuré des textes taoïstes, le Sandong jingshu mulu, qu’il nomma les Trois grottes en imitation des Trois corbeilles tripitaka du canon bouddhiste. Il renfermait un total de 1318 textes, talismans et recettes pharmaceutiques, dont 138 de sa composition (ou selon les termes de la tradition taoïste, « descendus entre ses mains du palais céleste »). Sa classification, en 3 "grottes" dong, 4 catégories fu et 12 sous-catégories lei, sera reprise par les canons taoïstes Daozang à partir des Tang. L’ouvrage fut présenté à l’empereur en l’an 7 de lère Taishi (~471).

## Trois rieurs de Lushan
Une légende née sous les Song pour promouvoir le syncrétisme des trois grands courants de pensée, confucianisme, taoïsme et bouddhisme[réf. nécessaire], fait se rencontrer sur le Lu Shan le moine Huiyuan (334-416), fondateur du premier groupe Terre Pure, qui y avait fixé sa résidence, Tao Yuanming (365-427), et Lu Xiujing, maître taoïste, qui lui auraient rendu de fréquentes visites. Leurs dates de vie montrent qu’il s’agit clairement d’une fiction, qui a néanmoins inspiré les peintres.[réf. nécessaire] C'est la légende connue sous le nom des Trois rieurs de la rivière des Tigres (en).

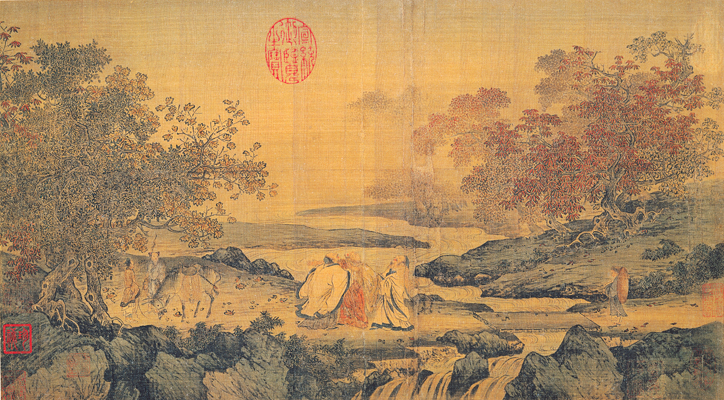
Lu Xiujing (gauche) avec le moine bouddhiste Huiyuan et le poète Tao Yuanming sur une peinture allégorique de l’époque Song représentant l’union des trois courants taoïsme, bouddhisme et confucianisme

On raconte que Huiyuan, qui n’était pas descendu du mont Lu depuis trente ans, décida de faire une exception pour raccompagner Lu Xiujing et Tao Hongjing. Or il était convenu qu’ils éviteraient de passer par la rivière des Tigres, ainsi nommé à cause des fauves qui hantaient les lieux. Perdus dans leurs discussions, ils ne se rendirent pas compte qu’ils prenaient justement la direction interdite et ne prêtèrent aucune attention aux rugissements. C’est seulement arrivés au bord du torrent qu’ils réalisèrent leur inconscience et éclatèrent ensemble de rire,. Cet incident fictif est devenu un thème pictural, Les trois rieurs du torrent du tigre dont un exemplaire illustre l'article.